# Apprendistato professionalizzante
Il contratto di apprendistato professionalizzante è stato istituito con il D.Lgs 276/2003 (Riforma Biagi) per il conseguimento di una qualificazione attraverso una formazione sul lavoro e un apprendimento tecnico-professionale. Possono essere assunti, in tutti i settori di attività, con contratto di apprendistato professionalizzante, per il conseguimento di una qualificazione attraverso una formazione sul lavoro e la acquisizione di competenze di base, trasversali e tecnico-professionali, i soggetti di età compresa tra i diciotto anni e i ventinove anni (ossia chi non ha ancora compiuto 30 anni). Il contratto  deve avere durata non superiore a sei anni, entro questo limite i contratti collettivi stabiliscono la durata in ragione del tipo di qualificazione da conseguire (come modificato dalla cosiddetta "manovra d'estate 2008", composta dal decreto legge 25 giugno 2008, n. 12 - convertito in Legge 6 agosto 2008, n. 133, insieme al Disegno di legge collegato).

## Descrizione
Il contratto di apprendistato professionalizzante deve avere forma scritta, contenente indicazione della prestazione oggetto del contratto, del piano formativo individuale, nonché della eventuale qualifica che potrà essere acquisita al termine del rapporto di lavoro sulla base degli esiti della formazione aziendale od extra-aziendale.
Il datore di lavoro ha possibilità di recedere dal rapporto di lavoro al termine del periodo di apprendistato, anche se permane il divieto per il datore di lavoro di recedere anticipatamente dal contratto di apprendistato in assenza di una giusta causa o di un giustificato motivo.
La regolamentazione dei profili formativi dell'apprendistato professionalizzante è rimessa alle regioni e alle province autonome di Trento e Bolzano, d'intesa con le associazioni dei datori e prestatori di lavoro comparativamente più rappresentative sul piano regionale e nel rispetto dei seguenti criteri e principi direttivi:
1. previsione di un monte ore di formazione formale, interna o esterna alla azienda, di almeno centoventi ore per anno, per la acquisizione di competenze di base e tecnico-professionali;
2. rinvio ai contratti collettivi di lavoro stipulati a livello nazionale, territoriale o aziendale da associazioni dei datori e prestatori di lavoro comparativamente più rappresentative per la determinazione, anche all'interno degli enti bilaterali, delle modalità di erogazione e della articolazione della formazione, esterna e interna alle singole aziende, anche in relazione alla capacità formativa interna rispetto a quella offerta dai soggetti esterni;
3. riconoscimento sulla base dei risultati conseguiti all'interno del percorso di formazione, esterna e interna alla impresa, della qualifica professionale ai fini contrattuali;
4. registrazione della formazione effettuata nel libretto formativo;
5. presenza di un tutore aziendale con formazione e competenze adeguate.